# 宮崎市議会
宮崎市議会（みやざきしぎかい）は、宮崎県の県庁所在地である宮崎市の地方議会である。

## 概要
- 定数：40人[1]
- 任期：4年
- 議長：前本尚登
- 副議長：松田浩一

## 会派
| 会派名         | 議席数 | 所属議員 | 所属党派                 | 女性議員数 |
| -------------- | ------ | --- | ------------------------ | ---------- |
| 前新会         | 8      | 鈴木一成（会長）、前田廣之（相談役）、前本尚登、冨永千香（出納責任者）、高山秀明、河野克武、持原将之、金丸勇太             | 自由民主党5、無所属3     | 1          |
| 令政会         | 6      | 嶋田喜代子（顧問）、中村鉄兵（代表）、時任砂織（幹事長）、中村博志（総務会長）、片平達也（政審会長）、上野信吾（事務局長） | 自由民主党1、無所属5     | 2          |
| 公明党         | 6      | 島田健一（団長）、上野悦男（幹事長）、上田武広、吉田正樹（出納責任者）、太場祥子、長友紅緒                                 | 公明党                   | 2          |
| 市政同志会     | 6      | 伊知地孝美（会長）、黒木コウイチロウ（幹事長）、松山泰之（顧問）、森太（政審会長）、西岡昇司（事務局長）、押川幸浩         | 自由民主党2、無所属4     | 0          |
| 立憲・社民の会 | 4      | 中川義行（会長）、松田浩一（副会長）、徳重淳一（幹事長）、黒田奈々（事務局長）                                             | 立憲民主党3・社会民主党1 | 1          |
| 同志会         | 2      | 松山清子（会長）、今田裕信（幹事長）、日髙貞次                                                                             | 無所属3                  | 1          |
| 新政みやざき   | 2      | 図師勝幸（代表）、日髙昭彦                                                                                                 | 自由民主党1、無所属1     | 0          |
| 日本共産党     | 1      | 伊豆康久 | 日本共産党1              | 0          |
| 日本維新の会   | 1      | 外山ちぐさ | 日本維新の会1            | 1          |
| みやざき創成会 | 1      | 伊地知義友 | 無所属1                  | 0          |
| 市民の会       | 1      | 黒木通哲 | 国民民主党1              | 0          |

2023年6月1日現在

## 議員報酬等
| 役職   | 議員報酬        | 政務活動費 |
| ------ | --------------- | ---------- |
| 議長   | 月額 69万6000円 | 月額 8万円 |
| 副議長 | 月額 62万5000円 | 月額 8万円 |
| 議員   | 月額 58万3000円 | 月額 8万円 |

- 別途、年2回期末手当あり
- 政務活動費の残金は市に返還する義務がある
- 議員年金は2011年（平成23年）6月1日で廃止されている

## 委員会
常任委員会
- 総務財政委員会
- 文教民政委員会
- 建設企業委員会
- 市民経済委員会

特別委員会
- 指定管理者制度等調査特別委員会
- 子ども・子育て支援対策特別委員会
- 高齢化社会問題調査特別委員会
- 決算審査特別委員会
- 新庁舎あり方検討特別委員会

## 運営
定例会
- 年4回、3月、6月、9月、12月に召集される。

臨時会
- 議員定数の4分の1以上の議員から請求があった場合に、市長により召集される。

## 沿革
2023年
- 9月6日 - スーパークレイジー君（本名・西本誠）が宮崎市内で、知人の30代女性を宿泊施設に腕を引っぱるなどして無理やり連れ込み、全身打撲など約1週間のけがを負わせた疑いで不同意性交等致傷の疑いで逮捕された[5]。
- 9月11日 - 宮崎市議会は本会議で、スーパークレイジー君、議長、副議長を除く37人の市議名で辞職勧告決議案を提出、採決では、37人全員が賛成、全会一致で可決した[5]。
- 9月27日 - 宮崎地方検察庁は、知人の女性に性的暴行をしたなどとしてスーパークレイジー君を起訴した[6]。西本議員が起訴されたことを受けて、宮崎市議会の前本尚登議長は「検察による起訴処分を受け、改めて遺憾に思っている。宮崎市議会としては今後も引き続き、市政発展のため議会活動に取り組む。」とコメントを出した[6]。
- 10月11日 - スーパークレイジー君が不同意性交致傷容疑で逮捕、起訴され、議会を長期欠席していることを受け、宮崎市議会は逮捕などで長期欠席する議員の報酬や期末手当のあり方などを調査、検討する特別委員会を設置した[7]。宮崎市議会事務局によると、「逮捕されて長期欠席中の議員に報酬が支給されることを疑問視する意見」などが市民らから寄せられているという[7]。
- 11月2日 - 逮捕・勾留を理由に、議会を欠席する議員への報酬支給見直しを協議する宮崎市議会議員報酬等調査特別委員会（島田健一委員長、9人）は、第4回会合を同市役所で開いた[8]。27日開会の12月定例会で改正を目指す条例案について、逮捕され身体の拘束を受けた時点で支給停止する方針を確認した[8]。
- 11月27日 - 市議が逮捕されるなどした場合議員報酬や期末手当の支給を停止する規定を盛り込んだ条例改正案が提案され、全会一致で可決した[9]。

2024年
- 2月22日 - 前本尚登議長はスーパークレイジー君の「一身上の都合で辞職したい」という辞職願を預かり、辞職を許可した[10]。